# Hệ sinh dục
Hệ sinh dục hay hệ sinh sản (tiếng Latinh: systemata genitalia) là một hệ cơ quan bao gồm các cơ quan cùng làm nhiệm vụ sinh sản. Nhiều chất không-sống như hormone và pheromone cũng là những vật chất quan trọng của hệ sinh dục. Không giống như nhiều hệ cơ quan khác, cấu trúc của hệ phụ thuộc vào những sự khác biệt về giới tính của cá thể trong loài, đặc biệt là ở những loài đơn tính. Những sự khác biệt này cho phép sự kết hợp của vật chất di truyền giữa hai cá thể riêng biệt, tạo khả năng đa dạng và phù hợp về gen của thế hệ con cháu.

## Động vật
Ở động vật có vú, các cơ quan chính của hệ sinh sản bao gồm các cơ quan sinh dục ngoài (dương vật và âm hộ) và một loạt các cơ quan sinh dục trong bao gồm tinh hoàn và tử cung. Bệnh của hệ sinh sản con người rất phổ biến và phổ biến, đặc biệt là bệnh lây truyền qua đường tình dục với tính nhiễm trùng.
Hầu hết các động vật có xương sống có hệ sinh sản tương tự nhau bao gồm tuyến sinh dục, ống dẫn và lỗ sinh dục. Tuy vậy, có sự khác biệt rất lớn của sự thích nghi và sinh sản trong mỗi nhóm động vật có xương sống.

### Động vật có xương sống
Động vật có xương sống đều có chung các yếu tố chính trong hệ thống sinh sản. Tất cả chúng đều có các cơ quan sản sinh ra tinh trùng và trứng. Ở các con cái, những tuyến sinh dục này sau đó được nối với ống dẫn sinh sản để mở ra bên ngoài cơ thể, điển hình là lỗ sinh sản, nhưng đôi khi đến một lỗ đặc biệt như âm đạo.

#### Con người
Hệ sinh dục của con người thường bao gồm quá trình thụ tinh trong bằng cách quan hệ tình dục . Trong quá trình này, người nam đưa dương vật đã cương cứng của mình vào âm đạo của người nữ và xuất tinh ra tinh dịch có chứa tinh trùng . Sau đó, tinh trùng di chuyển qua âm đạo và cổ tử cung vào tử cung hoặc ống dẫn trứng để thụ tinh với trứng . Sau khi thụ tinh và làm tổ thành công, quá trình mang thai của thai nhi sẽ xảy ra trong tử cung của phụ nữ khoảng chín tháng, quá trình này được gọi là mang thai ở người. Quá trình mang thai kết thúc bằng việc sinh con sau khi chuyển dạ . Quá trình chuyển dạ bao gồm các cơ của tử cung co lại, cổ tử cung giãn ra và em bé ra ngoài âm đạo (cơ quan sinh dục của phụ nữ). Trẻ sơ sinh và trẻ em của con người gần như không nơi nương tựa và cần sự chăm sóc của cha mẹ ở mức độ cao trong nhiều năm. Một kiểu chăm sóc quan trọng của cha mẹ là sử dụng các tuyến vú ở vú phụ nữ để nuôi con. 
Hệ sinh sản của phụ nữ có hai chức năng: Đầu tiên là sản xuất tế bào trứng, và chức năng thứ hai là bảo vệ và nuôi dưỡng con cái cho đến khi ra đời. Hệ thống sinh sản nam giới có một chức năng, đó là sản xuất và lưu giữ tinh trùng. Con người có mức độ phân hóa giới tính cao . Ngoài sự khác biệt ở hầu hết mọi cơ quan sinh sản, nhiều khác biệt thường xảy ra ở các đặc điểm sinh dục thứ cấp .

#### Ở nam giới
Hệ sinh dục nam là một loạt các cơ quan nằm bên ngoài cơ thể và xung quanh vùng xương chậu của nam giới góp phần vào quá trình sinh sản. Chức năng trực tiếp chính của hệ thống sinh sản nam là cung cấp tinh trùng của giống đực để thụ tinh với noãn.
Các cơ quan sinh sản chính của nam giới có thể được chia thành ba loại. Hạng mục đầu tiên là sản xuất và lưu trữ tinh trùng. Quá trình sản xuất diễn ra trong tinh hoàn được đặt trong bìu điều chỉnh nhiệt độ, tinh trùng chưa trưởng thành sẽ đi đến mào tinh để phát triển và lưu trữ. Loại thứ hai là các tuyến sản xuất chất lỏng phóng tinh bao gồm túi tinh, tuyến tiền liệt và ống dẫn tinh . Loại cuối cùng là những loại được sử dụng để giao cấu và lắng đọng tinh trùng bên trong nam giới, chúng bao gồm dương vật, niệu đạo, ống dẫn tinh và tuyến Cowper .
Các đặc điểm giới tính phụ chính bao gồm: vóc dáng to hơn, vạm vỡ hơn, giọng nói trầm ấm, lông mặt và lông cơ thể, vai rộng và táo Adam phát triển. Một nội tiết tố sinh dục quan trọng của nam giới là androgen, và đặc biệt là testosterone .
Tinh hoàn tiết ra một loại hormone kiểm soát sự phát triển của tinh trùng. Hormone này cũng chịu trách nhiệm cho sự phát triển các đặc điểm thể chất ở nam giới như lông mặt và giọng nói trầm.

#### Ở nữ giới
Hệ sinh dục nữ của con người là một loạt các cơ quan chủ yếu nằm bên trong cơ thể và xung quanh vùng xương chậu của phụ nữ góp phần vào quá trình sinh sản . Hệ sinh dục nữ của con người bao gồm ba phần chính: âm hộ, dẫn đến âm đạo, cửa âm đạo, đến tử cung; tử cung, nơi chứa thai nhi đang phát triển; và buồng trứng, nơi tạo ra noãn của phụ nữ. Vú có tham gia vào giai đoạn làm cha mẹ, nhưng trong hầu hết các phân loại, chúng không được coi là một phần của hệ sinh dục nữ.
Âm đạo ra đến bên ngoài với âm hộ, cũng bao gồm môi âm hộ, âm vật và niệu đạo ; trong khi giao hợp khu vực này được bôi trơn bởi chất nhờn do tuyến Bartholin tiết ra . Âm đạo được gắn với tử cung thông qua cổ tử cung, trong khi tử cung được gắn với buồng trứng thông qua các ống dẫn trứng . Mỗi buồng trứng chứa hàng trăm noãn ( noãn đơn).
Khoảng 28 ngày một lần, tuyến yên tiết ra một loại hormone kích thích một số trứng phát triển và lớn lên. Một noãn được phóng thích và nó đi qua ống dẫn trứng vào tử cung. Các hormone do buồng trứng tạo ra để chuẩn bị cho tử cung tiếp nhận noãn. Trứng phát triển và chờ đợi tinh trùng để thụ tinh. Khi điều này không xảy ra, tức là không có tinh trùng để thụ tinh, niêm mạc tử cung, được gọi là nội mạc tử cung, và buồng trứng không được thụ tinh sẽ rụng mỗi chu kỳ thông qua quá trình kinh nguyệt . Nếu noãn được thụ tinh bởi tinh trùng, nó sẽ bám vào nội mạc tử cung và thai nhi sẽ bắt đầu phát triển.

#### Ở các động vật khác

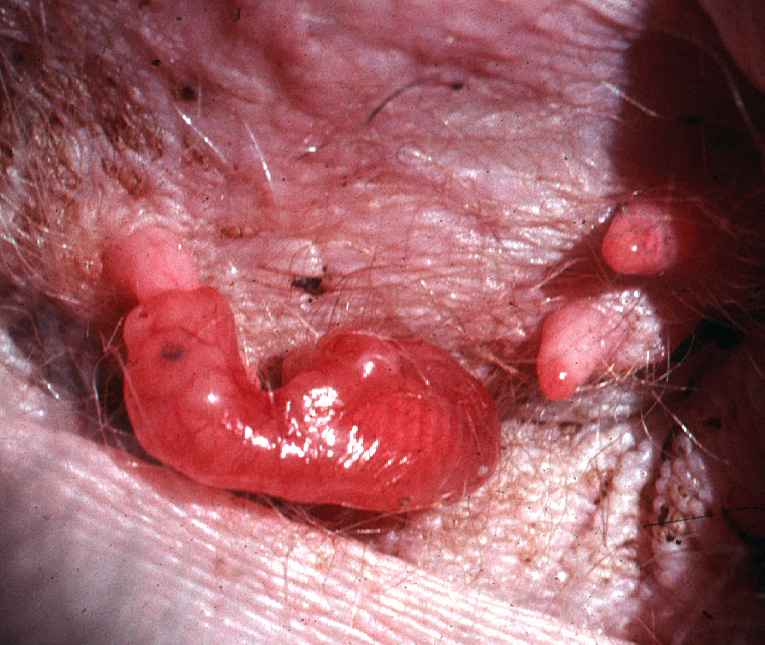
Một con thú có túi sơ sinh bú sữa, ảnh chụp trong túi của mẹ nó

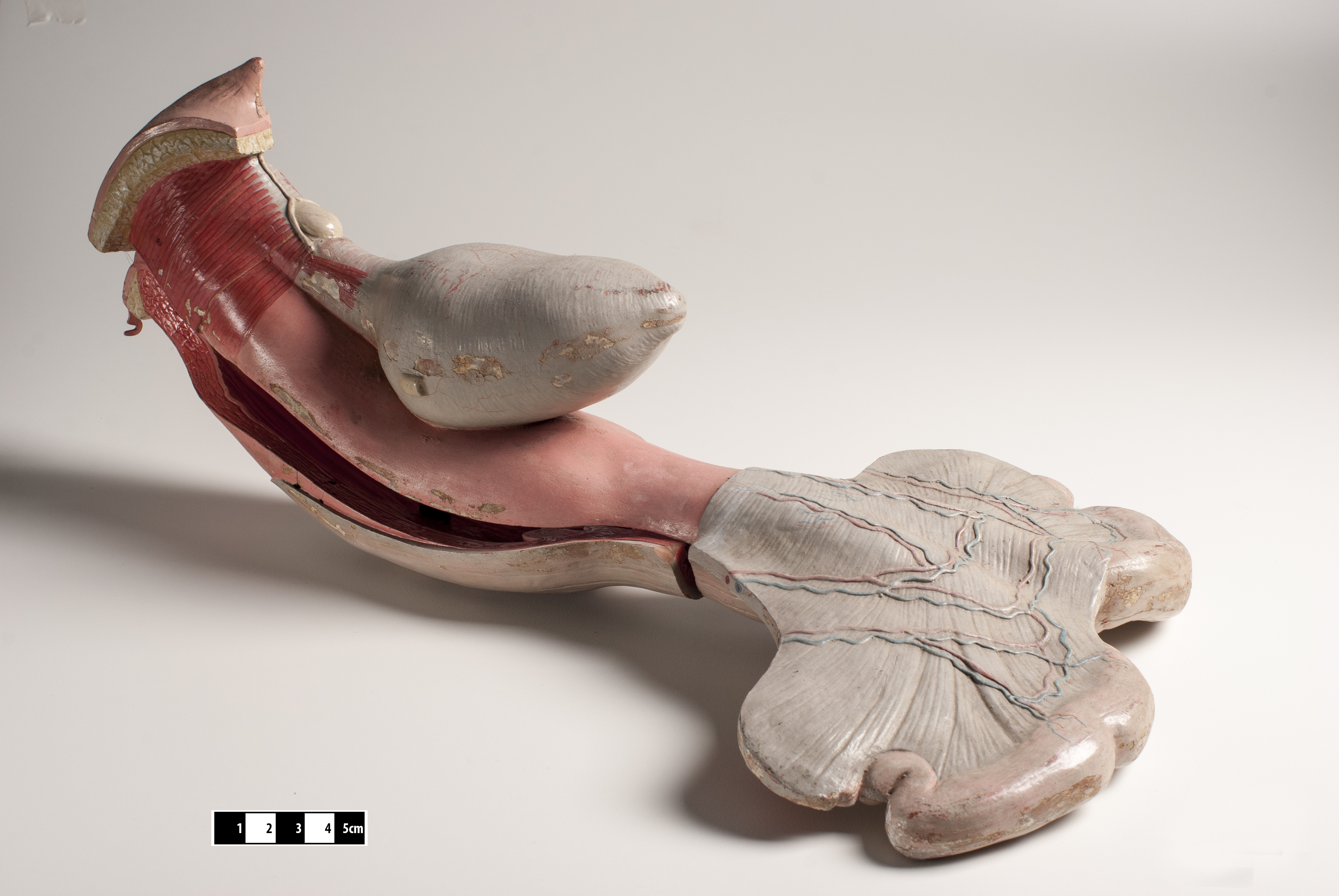
Mô hình Didactic của hệ thống niệu sinh dục có vú.

Hầu hết các hệ thống sinh sản của động vật có vú đều tương tự nhau, tuy nhiên, có một số khác biệt đáng chú ý giữa động vật có vú không phải con người và con người. Ví dụ, động vật có vú đực hầu hết có một dương vật được giữ ở bên trong cho đến khi cương cứng, và hầu hết có xương dương vật .  Ngoài ra, con đực của hầu hết các loài không có khả năng sinh sản tình dục liên tục như con người. Giống như con người, hầu hết các nhóm động vật có vú đều có tinh hoàn nằm trong bìu, tuy nhiên, những nhóm khác có tinh hoàn nằm trên thành bụng, và một số nhóm động vật có vú, chẳng hạn như voi, có tinh hoàn ẩn nằm sâu trong các khoang cơ thể gần thận. 
Hệ thống sinh sản của thú có túi là duy nhất ở chỗ con cái có hai âm đạo, cả hai đều mở ra bên ngoài qua một lỗ nhưng dẫn đến các ngăn khác nhau trong tử cung; con đực thường có dương vật hai ngạnh, tương ứng với hai âm đạo của nữ.   Thú có túi thường nuôi con của chúng trong một túi bên ngoài chứa núm vú mà đứa con sơ sinh của loài này sẽ bám vào để phát triển sau khi đã ra ngoài tử cung. Ngoài ra, động vật có túi có một bìu độc đáo.  Con thú có túi sơ sinh dài 15mm (5/8 in) bò theo bản năng vài inch (15 cm), trong khi bám vào lông, trên đường đi đến túi của mẹ nó.
Tử cung và âm đạo là duy nhất đối với động vật có vú không có vùng tương đồng ở chim, bò sát, động vật lưỡng cư hoặc cá.  Ở vị trí của tử cung đối với các nhóm có xương sống, có một ống dẫn trứng chưa sửa đổi trực tiếp dẫn đến một lỗ huyệt, mà là một lỗ dùng chung cho cả giao hợp, nước tiểu, và phân . Thú đơn huyệt (tức là thú mỏ vịt và echidna ), một nhóm động vật có vú đẻ trứng, cũng không có tử cung và âm đạo, và về mặt này có hệ thống sinh sản giống như của loài bò sát.

#### Chó
Ở các loài chó nhà, sự thành thục sinh dục (dậy thì) xảy ra trong độ tuổi từ 6 đến 12 tháng đối với cả con đực và con cái, mặc dù điều này có thể bị trì hoãn đến hai tuổi đối với một số giống chó lớn.

#### Ngựa
Hệ sinh sản của ngựa cái chịu trách nhiệm kiểm soát quá trình mang thai, sinh đẻ và cho con bú, cũng như chu kỳ động dục và hành vi giao phối của chúng. Hệ sinh sản của ngựa đực chịu trách nhiệm về hành vi tình dục của nó và các đặc điểm giới tính phụ (chẳng hạn như lông gáy rậm hơn).

#### Chim
Chim đực và cái có một lỗ huyệt, một khe hở mà qua đó trứng, tinh trùng, và chất thải đi qua. Sự giao hợp được thực hiện bằng cách ấn hai môi của các lỗ huyệt lại với nhau, chúng được biết đến như một cơ quan tương tự như dương vật của động vật có vú . Con cái đẻ trứng được bao trong nước ối, trong đó thai nhi tiếp tục phát triển sau khi rời cơ thể con cái. Không giống như hầu hết các động vật có xương sống, chim cái thường chỉ có một buồng trứng và ống dẫn trứng chức năng.  Như một nhóm, các loài chim, giống như động vật có vú, được ghi nhận vì mức độ chăm sóc của cha mẹ cao đối với con non.

#### Bò sát
Các loài bò sát hầu như đều dị giới tính, với sự thụ tinh bên trong thông qua các lỗ huyệt. Một số loài bò sát đẻ trứng trong khi những loài khác là động vật đẻ con. Các cơ quan sinh sản được tìm thấy trong lỗ huyệt của loài bò sát. Hầu hết các loài bò sát đực đều có cơ quan giao cấu, cơ quan này thường là dạng thụt vào hoặc dạng ngược và được ẩn bên trong cơ thể. Ở rùa và cá sấu, con đực có một cơ quan trung gian giống như dương vật, trong khi rắn đực và thằn lằn đực mỗi con có một cặp cơ quan giống như dương vật.

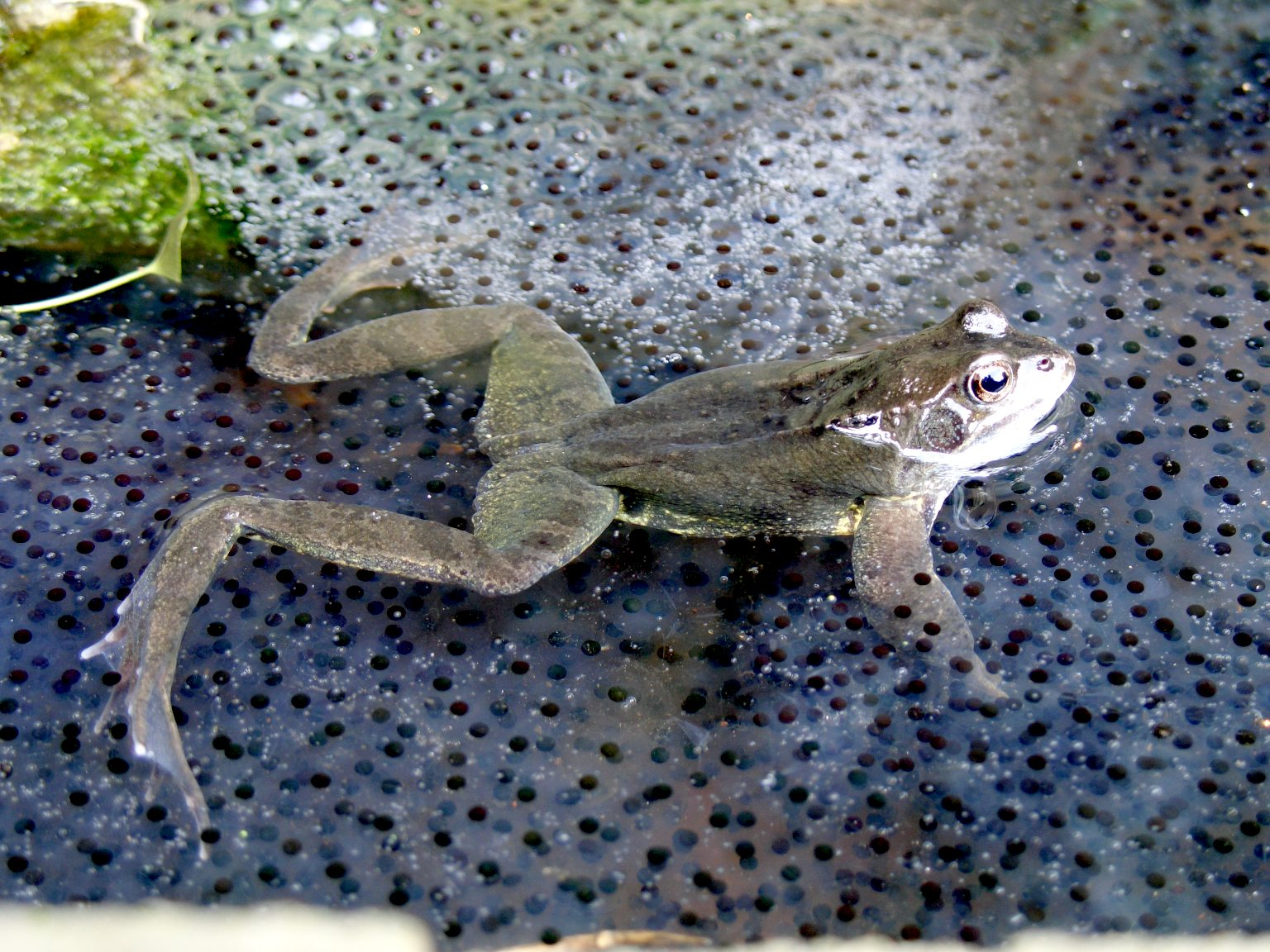
Một con ếch đực thường có màu lông sặc sỡ đang chờ đợi nhiều con cái tới đẻ trứng hàng loạt

#### Động vật lưỡng cư
Hầu hết các loài lưỡng cư biểu hiện sự thụ tinh bên ngoài của trứng, thường là trong nước, mặc dù một số loài lưỡng cư có thụ tinh trong.  Tất cả đều có các tuyến sinh dục bên trong, được ghép nối,và kết nối bằng các ống dẫn đến lỗ huyệt.

#### Cá
Cá thể hiện một loạt các chiến lược sinh sản khác nhau. Tuy nhiên, hầu hết các loài cá đều đẻ trứng và có biểu hiện thụ tinh ngoài. Trong quá trình này, con cái sử dụng cloaca của mình để giải phóng một lượng lớn giao tử của chúng, được gọi là đẻ trứng vào nước và một hoặc nhiều con đực giải phóng một chất dịch màu trắng có chứa nhiều tinh trùng lên trên trứng chưa được thụ tinh. Các loài cá khác là cá đẻ trứng và có sự hỗ trợ thụ tinh bên trong nhờ vây bụng hoặc vây hậu môn được biến đổi thành một cơ quan tương tự như dương vật của con người.  Một phần nhỏ các loài cá là cá đẻ trứng sống, và được gọi chung là cá đẻ con sống . 
Các tuyến sinh dục của cá thường là các cặp buồng trứng hoặc tinh hoàn. Hầu hết các loài cá đều là dị giới tính nhưng một số loài là lưỡng tính hoặc đơn tính . 

### Động vật không xương sống
Động vật không xương sống có hệ thống sinh sản vô cùng đa dạng, điểm chung duy nhất có thể là chúng đều đẻ trứng. Ngoài ra, ngoài động vật chân đầu và động vật chân khớp, gần như tất cả các động vật không xương sống khác đều lưỡng tính và có thụ tinh ngoài .

#### Động vật chân đầu
Tất cả các loài động vật chân đầu đều dị giới tính và sinh sản bằng cách đẻ trứng . Hầu hết các loài cephalopod có quá trình thụ tinh bán trong, trong đó con đực đặt các giao tử của mình vào bên trong khoang áo của con cái hoặc khoang màng tinh để thụ tinh với noãn được tìm thấy trong buồng trứng đơn của con cái.  Tương tự như vậy, động vật chân đầu đực chỉ có một tinh hoàn duy nhất. Ở con cái của hầu hết các loài động vật chân đầu, các tuyến bao trứng giúp trứng phát triển.
"Dương vật" ở hầu hết các loài động vật chân đầu đực không có vỏ ( Coleoidea ) là một phần cuối dài và cơ bắp của ống sinh tinh được sử dụng để chuyển các tế bào sinh tinh sang một cánh tay đã biến đổi gọi là heocotylus . Đến lượt nó, nó được sử dụng để chuyển các tế bào tinh trùng cho con cái. Ở những loài thiếu cánh tay này, thì "dương vật" dài và có thể vươn ra ngoài khoang bao và chuyển trực tiếp các tế bào sinh tinh đến con cái.

#### Côn trùng
Hầu hết các loài côn trùng đều sinh sản theo kiểu đẻ trứng. Trứng được con cái tạo ra trong một cặp buồng trứng . Tinh trùng được tạo ra từ con đực ở một bên tinh hoàn hoặc thường là hai bên tinh hoàn, được truyền sang con cái trong quá trình giao phối bằng cơ quan sinh dục ngoài. Tinh trùng được lưu trữ bên trong con cái trong một hoặc nhiều ống sinh tinh . Vào thời điểm thụ tinh, trứng di chuyển dọc theo ống dẫn trứng để được tinh trùng thụ tinh và sau đó bị tống ra khỏi cơ thể ("đẻ"), trong hầu hết các trường hợp thông qua một ống dẫn trứng.

#### Nhện
Nhện có thể có một hoặc hai tuyến sinh dục, nằm ở phần bụng. Lỗ sinh dục thường nằm ở mặt dưới của đoạn bụng thứ hai. Ở hầu hết các loài, con đực chuyển tinh trùng cho con cái trong một gói, hoặc túi chứa tinh trùng . Các nghi thức tán tỉnh phức tạp đã phát triển ở nhiều loài nhện để đảm bảo việc chuyển giao tinh trùng an toàn cho con cái. 
Các loài nhiện thường đẻ trứng theo bọc, chúng nở thành những con non giống con trưởng thành. Tuy nhiên, bọ cạp là loài để trứng trong cơ thể mẹ hoặc sinh con ngoài, tùy thuộc vào loài, và chúng mang các con non sống khi con non còn nhỏ.

## Thực vật
Trong số tất cả các sinh vật sống, hoa, là cơ cấu sinh sản của thực vật có hoa, là loài đa dạng nhất về mặt thể chất và thể hiện sự đa dạng tương ứng về phương thức sinh sản.  Cây mà không phải là thực vật có hoa ( tảo xanh, rêu, rêu tán, rêu sừng, dương xỉ và thực vật hạt trần như cây lá kim ) cũng có giao tiếp phức tạp giữa thích ứng hình thái và các yếu tố môi trường trong sinh sản hữu tính của họ. Hệ thống nhân giống, hoặc cách thức tinh trùng từ cây này thụ tinh với noãn của cây khác, phụ thuộc vào hình thái sinh sản và là yếu tố quan trọng nhất quyết định cấu trúc di truyền của các quần thể thực vật không đơn bội. Christian Konrad Sprengel (1793) đã nghiên cứu sự sinh sản của thực vật có hoa và lần đầu tiên người ta hiểu rằng quá trình thụ phấn liên quan đến cả tương tác sinh học và phi sinh học .

## Nấm
Sự sinh sản của nấm rất phức tạp, phản ánh sự khác biệt về lối sống và cấu tạo di truyền trong vương quốc đa dạng của sinh vật này.  Người ta ước tính rằng một phần ba tổng số nấm sinh sản bằng cách sử dụng nhiều hơn một phương pháp nhân giống; ví dụ, sự sinh sản có thể xảy ra trong hai giai đoạn khác biệt rõ ràng trong vòng đời của một loài, teleomorph và anamorph .  Các điều kiện môi trường kích hoạt các trạng thái phát triển được xác định về mặt di truyền dẫn đến việc tạo ra các cấu trúc chuyên biệt cho sinh sản hữu tính hoặc vô tính. Những cấu trúc này hỗ trợ sinh sản bằng cách phân tán hiệu quả các bào tử hoặc các trụ mầm chứa bào tử.